# Kusięta
Kusięta est une localité polonaise de la gmina d'Olsztyn, située dans le powiat de Częstochowa en voïvodie de Silésie.